# 1957年の政治
1957年の政治（1957ねんのせいじ）では、1957年（昭和32年）の政治分野に関する出来事について記述する。

## できごと

### 1月
- 1月5日 - アメリカ合衆国、中東特別教書（アイゼンハワー・ドクトリン）を発表。
- 1月30日 - 群馬県でジラード事件（米兵の農婦射殺）が起こる。
- 1月31日 - 石橋湛山首相、病気のため、岸信介外相が内閣総理大臣臨時代理に就任。

### 2月

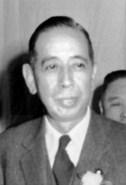
岸信介が首相に就任

- 2月22日 - 石橋首相が病気のため辞意を表明する。
- 2月23日 - 石橋内閣総辞職。
- 2月25日 - 第1次岸内閣成立。

### 3月
- 3月21日 - 自民党大会、岸信介を無競争で党総裁に選出。
- 3月27日 - 欧州経済共同体 (EEC) 設立条約調印。

### 4月
- 4月22日 - 社会党訪中使節団、「二つの中国を認めず」と声明。
- 4月25日 - 日本政府、日本国憲法と核兵器に関して、「攻撃的核兵器を自ら持つことは違憲」との統一見解を示す。

### 5月
- 5月3日 - 岸首相、汚職・貧乏・暴力の三悪追放を言明。
- 5月15日 - イギリス、クリスマス島で初の水爆実験を行う。

### 6月
- 6月19日 - ワシントンで岸首相とアイゼンハワー大統領の日米首脳会談。
- 6月21日 - 日米共同声明発表。

### 7月
- 7月5日 - 閣議、国民体育大会の毎年開催を決定。
- 7月6日 - 箱根・宮ノ下の富士屋ホテルで、日豪通商条約を締結。岸首相が出席。
- 7月8日 - 砂川事件。
- 7月25日 - チュニジア王国、王政廃止。共和制（チュニジア共和国）へ移行。
- 7月29日 - 国際原子力機関設立。

### 8月
- 8月1日 - アメリカ国防総省、駐日陸上部隊の撤退開始を発表。
- 8月6日 - 安全保障に関する日米委員会発足。
- 8月13日 - 内閣に憲法調査会発足。社会党は不参加。
- 8月26日 - ソ連、大陸間弾道ミサイルの発射実験に成功と発表。

### 9月
- 9月28日 - 外務省が初の外交青書を発表。
- 9月29日 - 日本共産党、新綱領草案を発表。平和革命方式を採用する。

### 10月
- 10月1日 - 日本が国連安保理の非常任理事国に初当選。

### 11月
- 11月1日 - 第27臨時国会召集（11月14日閉会）。

### 12月
- 12月6日 - 日ソ通商条約調印。
- 12月20日 - 第28国会召集（1958年4月25日解散）。